# Championnat de Belgique de football 2024-2025
Navigation
Jupiler Pro League 2023-2024 Jupiler Pro league 2025-2026
La saison 2024-2025 de la Jupiler Pro League est la 122e saison de la première division belge.

## Changement d'équipes
En raison du changement de format de la ligue, la saison précédente était la première à 16 équipes, deux équipes ont ainsi été reléguées : le RWD Molenbeek (après 1 saison) et le KAS Eupen (après 8 saisons) sont descendus en Challenger Pro League. Ils seront remplacés par deux équipes, le vainqueur de la Challenger Pro League 2023-2024 à savoir le K. Beerschot VA et le FCV Dender EH.

## Format
Il n'y a pas de changement de format par rapport à la saison précédente. Le nombre d'équipes présentes reste le même, à savoir 16. De nouveau, il y a deux à trois descentes, pour deux à trois montées en fonction des résultats des barrages.

## Clubs participants

### Liste
| Club              | Présent depuis | Classement 2023-2024 | Entraîneur           | Depuis | Budget (M€) | Stade                        | Capacité théorique | Ville       | Saisons en première division |
| ----------------- | -------------- | -------------------- | -------------------- | ------ | ----------- | ---------------------------- | ------------------ | ----------- | ---------------------------- |
| Club Bruges       | 1959           | 1er                  | Nicky Hayen          | 2024   | 155.45      | Stade Jan Breydel            | 29 062             | Bruges      | 103                          |
| Union SG          | 2021           | 2e                   | Sébastien Pocognoli  | 2024   | 86.9        | Stade Joseph Marien          | 9 400              | Forest      | 62                           |
| Anderlecht        | 1939           | 3e                   | Besnik Hasi          | 2025   | 91          | Lotto Park                   | 21 500             | Anderlecht  | 94                           |
| Cercle Bruges KSV | 2018           | 4e                   | Jimmy De Wulf        | 2025   | 60.25       | Stade Jan Breydel            | 29 062             | Bruges      | 86                           |
| KRC Genk          | 1996           | 5e                   | Thorsten Fink        | 2024   | 120.5       | Cegeka Arena                 | 23 718             | Genk        | 43                           |
| Royal Antwerp FC  | 2017           | 6e                   | Andries Ulderink     | 2025   | 88.7        | Bosuilstadion                | 16 144             | Anvers      | 103                          |
| KAA La Gantoise   | 1989           | 7e                   | Danijel Milićević    | 2025   | 74.75       | Ghelamco Arena               | 20 000             | Gand        | 85                           |
| KV Malines        | 2019           | 8e                   | Frederik Vanderbiest | 2025   | 20.15       | Stade AFAS Achter de Kazerne | 16 672             | Malines     | 20                           |
| Saint-Trond VV    | 2015           | 9e                   | Wouter Vrancken      | 2025   | 20.9        | Stayen                       | 14 600             | Saint-Trond | 59                           |
| OH Louvain        | 2020           | 10e                  | Chris Coleman        | 2024   | 31.95       | Den Dreef                    | 10 020             | Louvain     | 8                            |
| Standard de Liège | 1921           | 11e                  | Ivan Leko            | 2024   | 39.2        | Stade Maurice-Dufrasne       | 27 670             | Liège       | 106                          |
| KVC Westerlo      | 2022           | 12e                  | Timmy Simons         | 2024   | 40.68       | Het Kuipje                   | 8 035              | Westerlo    | 47                           |
| Charleroi         | 2012           | 13e                  | Rik De Mil           | 2024   | 26.9        | Stade du Pays de Charleroi   | 15 000             | Charleroi   | 73                           |
| KV Courtrai       | 2008           | 14e                  | Bernd Storck         | 2025   | 20.65       | Stade des Éperons d'or       | 9 399              | Courtrai    | 32                           |
| K Beerschot VA    | 2024           | 1re (D2)             | Dirk Kuyt            | 2023   | 9.53        | Kiel                         | 12 771             | Wilrijk     | 3                            |
| FCV Dender EH     | 2024           | 2e (D2)              | Vincent Euvrard      | 2024   | 10          | Van Roystadion               | 8 157              | Denderleeuw | 3                            |

### Localisation
Cercle Bruges

 Club Bruges

### Changements d'entraîneur
| Club                           | Entraîneur partant                             | Motif du départ          | Date de départ             | Position   | Entraîneur arrivant             | Date d'arrivée                    |
| ------------------------------ | ---------------------------------------------- | ------------------------ | -------------------------- | ---------- | ------------------------------- | --------------------------------- |
| KVC Westerlo                   | Bart Goor                                      | Fin de l'intérim         | Fin de la saison 2023-2024 | Pré-saison | Timmy Simons                    | 23 mai 2024                       |
| FCV Dender EH                  | Timmy Simons                                   | Signé pour KVC Westerlo  | Fin de la saison 2023-2024 | Pré-saison | Vincent Euvrard                 | 31 mai 2024                       |
| Royal Antwerp FC               | Mark van Bommel                                | Fin de contrat           | Fin de la saison 2023-2024 | Pré-saison | Jonas De Roeck                  | 4 juin 2024                       |
| KAA La Gantoise                | Hein Vanhaezebrouck                            | Fin de contrat           | Fin de la saison 2023-2024 | Pré-saison | Wouter Vrancken                 | 5 juin 2024                       |
| KRC Genk                       | Domenico Olivieri Michel Ribiero Eddy Vanhemel | Fin de l'intérim         | Fin de la saison 2023-2024 | Pré-saison | Thorsten Fink                   | 5 juin 2024                       |
| Saint-Trond VV                 | Thorsten Fink                                  | Signé pour KRC Genk      | Fin de la saison 2023-2024 | Pré-saison | Christian Lattanzio             | 14 juin 2024                      |
| Union Saint-Gilloise           | Alexander Blessin                              | Signé pour FC St. Pauli  | Fin de la saison 2023-2024 | Pré-saison | Sébastien Pocognoli             | 7 juillet 2024                    |
| Saint-Trond VV                 | Christian Lattanzio                            | Renvoi                   | 3 septembre 2024           | 15         | Felice Mazzù                    | 5 septembre 2024                  |
| RSC Anderlecht                 | Brian Riemer                                   | Renvoi                   | 19 septembre 2024          | 4e         | David Hubert                    | 19 septembre 2024 10 octobre 2024 |
| Oud-Heverlee Louvain           | Óscar García Junyent                           | Renvoi                   | 22 novembre 2024           | 13e        | Hans Somers (intérimaire)       | 22 novembre 2024                  |
| Oud-Heverlee Louvain           | Hans Somers (intérimaire)                      | Fin de l'intérim         | 01 décembre 2024           | 13e        | Chris Coleman                   | 01 décembre 2024                  |
| Cercle Bruges                  | Muron Muslic                                   | Renvoi                   | 02 décembre 2024           | 15e        | Jimmy De Wulf (intérimaire)     | 02 décembre 2024                  |
| Cercle Bruges                  | Jimmy De Wulf (intérimaire)                    | Fin de l'intérim         | 11 décembre 2024           | 15e        | Ferdinand Feldhover             | 11 décembre 2024                  |
| KV Courtrai                    | Freyr Alexandersson                            | Renvoi                   | 17 décembre 2024           | 14e        | Yves Vanderhaeghe               | 18 décembre 2024                  |
| KAA La Gantoise                | Wouter Vrancken                                | Renvoi                   | 20 janvier 2025            | 6e         | Danijel Milićević (intérimaire) | 20 janvier 2025                   |
| KV Courtrai                    | Yves Vanderhaeghe                              | Renvoi                   | 19 février 2025            | 15e        | Bernd Storck                    | 20 février 2025                   |
| Royal Antwerp Football Club    | Jonas De Roeck                                 | Renvoi                   | 3 mars 2025                | 5e         | Andries Ulderink                | 4 mars 2025                       |
| Yellow Red KV Malines          | Besnik Hasi                                    | Renvoi                   | 4 mars 2025                | 10e        | Frederik Vanderbiest            | 4 mars 2025                       |
| Royal Sporting Club Anderlecht | David Hubert                                   | Renvoi                   | 20 mars 2025               | 4e         | Besnik Hasi                     | 20 mars 2025                      |
| Cercle Bruges                  | Ferdinand Feldhover                            | Renvoi                   | 21 mars 2025               | 13e        | Jimmy De Wulf                   | 21 mars 2025                      |
| K Saint-Trond VV               | Felice Mazzù                                   | Renvoi                   | 10 avril 2025              | 13e        | Wouter Vrancken                 | 16 avril 2025                     |
| Cercle Bruges                  | Jimmy De Wulf                                  | Renvoi                   | 12 mai 2025                | 14e        | Bernd Storck                    | 12 mai 2025                       |
| KV Courtrai                    | Bernd Storck                                   | Signé pour Cercle Bruges | 12 mai 2025                | 15e        | Place vacante                   | 12 mai 2025                       |

## Villes et stades
| Royal Antwerp FC                             | KRC Genk                                | Union SG                             | Club Bruges KV                      |
| -------------------------------------------- | --------------------------------------- | ------------------------------------ | ----------------------------------- |
| Bosuilstadion Capacité : 18 000              | Luminus Arena Capacité : 23 718         | Stade Joseph Marien Capacité : 9 400 | Stade Jan-Breydel Capacité : 29 945 |
|                                              |                                         |                                      |                                     |
| KAA La Gantoise                              | Cercle Bruges KSV                       | Standard de Liège                    | KVC Westerlo                        |
| Ghelamco Arena Capacité : 20 000             | Stade Jan-Breydel Capacité : 29 945     | Stade de Sclessin Capacité : 30 023  | Het Kuipje Capacité : 8 035         |
|                                              |                                         |                                      |                                     |
| Sporting Charleroi                           | OH Louvain                              | RSC Anderlecht                       | Saint-Trond VV                      |
| Stade du Pays de Charleroi Capacité : 17 824 | Stade Den Dreef Capacité : 10 020       | Lotto Park Capacité : 21 500         | Stayen Capacité : 14 600            |
|                                              |                                         |                                      |                                     |
| KV Malines                                   | KV Courtrai                             | K. Beerschot VA                      | FCV Dender EH                       |
| Stade AFAS Capacité : 16 700                 | Stade des Éperons d'or Capacité : 9 399 | Kiel Capacité : 12 771               | Van Roystadion Capacité : 8 157     |
|                                              |                                         |                                      |                                     |

## Calendrier
Le tableau suivant récapitule le calendrier prévisionnel du championnat pour la saison 2024-2025. La Supercoupe de Belgique, les tours des Coupe de Belgique, Ligue des champions, Ligue Europa, et Ligue Conférence auxquels participent des clubs de Jupiler Pro League sont également indiqués.

## Phase classique du championnat

### Classement
Critères de départage en cas d'égalité de points:
1. plus grand nombre de victoires
2. plus grande «différence de buts générale»
3. plus grand nombre de buts marqués
4. plus grand nombre de victoires en déplacement
5. plus grande différence de buts en déplacement
6. plus grand nombre de buts marqués en déplacement
7. play-off

| Rang | Équipe                 | Pts | J  | G  | N  | P  | Bp | Bc | Diff |
| ---- | ---------------------- | --- | -- | -- | -- | -- | -- | -- | ---- |
| 1    | KRC Genk               | 68  | 30 | 21 | 5  | 4  | 55 | 33 | +22  |
| 2    | Club Bruges KV T       | 59  | 30 | 17 | 8  | 5  | 65 | 36 | +29  |
| 3    | Union Saint-Gilloise S | 55  | 30 | 15 | 10 | 5  | 49 | 25 | +24  |
| 4    | RSC Anderlecht         | 51  | 30 | 15 | 6  | 9  | 50 | 27 | +23  |
| 5    | Royal Antwerp FC       | 46  | 30 | 12 | 10 | 8  | 47 | 32 | +15  |
| 6    | KAA La Gantoise        | 45  | 30 | 11 | 12 | 7  | 41 | 33 | +8   |
| 7    | Standard de Liège      | 39  | 30 | 10 | 9  | 11 | 22 | 35 | -13  |
| 8    | KV Malines             | 38  | 30 | 10 | 8  | 12 | 45 | 40 | +5   |
| 9    | KVC Westerlo           | 37  | 30 | 10 | 7  | 13 | 50 | 49 | +1   |
| 10   | Sporting Charleroi     | 37  | 30 | 10 | 7  | 13 | 36 | 36 | 0    |
| 11   | OH Louvain             | 37  | 30 | 8  | 13 | 9  | 28 | 33 | -5   |
| 12   | FCV Dender EH P        | 32  | 30 | 8  | 8  | 14 | 33 | 51 | -18  |
| 13   | Cercle Bruges KSV      | 32  | 30 | 7  | 11 | 12 | 29 | 44 | -15  |
| 14   | Saint-Trond VV         | 31  | 30 | 7  | 10 | 13 | 41 | 56 | -15  |
| 15   | KV Courtrai            | 26  | 30 | 7  | 5  | 18 | 28 | 55 | -27  |
| 16   | K Beerschot VA P       | 18  | 30 | 3  | 9  | 18 | 26 | 60 | -34  |

Qualifications après la phase classique
Play-offs 1
- 1er, 2e, 3e, 4e, 5e et 6e

Play-offs 2
- 7e, 8e, 9e, 10e, 11e et 12e

Play-offs 3
- 13e, 14e, 15e et 16e

Abréviations
- T : Tenant du titre
- S : Vainqueur de la Supercoupe de Belgique 2024
- P : Promus de Division 1B

### Domicile et extérieur
| Rang | Équipe                 | Pts | J  | G  | N | P | Bp | Bc | Diff |
| ---- | ---------------------- | --- | -- | -- | - | - | -- | -- | ---- |
| 1    | KRC Genk               | 41  | 15 | 13 | 2 | 0 | 30 | 9  | +21  |
| 2    | Club Bruges KV T       | 33  | 15 | 10 | 3 | 2 | 38 | 18 | +20  |
| 3    | Union Saint-Gilloise S | 33  | 15 | 10 | 3 | 2 | 29 | 11 | +18  |
| 4    | OH Louvain             | 28  | 15 | 7  | 7 | 1 | 19 | 10 | +9   |
| 5    | Royal Antwerp FC       | 27  | 15 | 8  | 3 | 4 | 33 | 17 | +16  |
| 6    | RSC Anderlecht         | 27  | 15 | 8  | 3 | 4 | 30 | 15 | +15  |
| 7    | KAA La Gantoise        | 25  | 15 | 7  | 4 | 4 | 27 | 16 | +11  |
| 8    | Standard de Liège      | 25  | 15 | 7  | 4 | 4 | 12 | 10 | +2   |
| 9    | KV Malines             | 23  | 15 | 6  | 5 | 4 | 31 | 20 | +11  |
| 10   | KVC Westerlo           | 22  | 15 | 6  | 4 | 5 | 30 | 22 | +8   |
| 11   | Sporting Charleroi     | 22  | 15 | 6  | 4 | 5 | 18 | 12 | +6   |
| 12   | Saint-Trond VV         | 22  | 15 | 5  | 7 | 3 | 24 | 22 | +2   |
| 13   | Cercle Bruges KSV      | 21  | 15 | 5  | 6 | 4 | 17 | 18 | -1   |
| 14   | KV Courtrai            | 17  | 15 | 5  | 2 | 8 | 14 | 20 | -6   |
| 15   | FCV Dender EH P        | 17  | 15 | 4  | 5 | 6 | 14 | 18 | -4   |
| 16   | K Beerschot VA P       | 16  | 15 | 3  | 7 | 5 | 17 | 24 | -7   |

| Rang | Équipe                 | Pts | J  | G | N | P  | Bp | Bc | Diff |
| ---- | ---------------------- | --- | -- | - | - | -- | -- | -- | ---- |
| 1    | KRC Genk               | 27  | 15 | 8 | 3 | 4  | 25 | 24 | +1   |
| 2    | Club Bruges KV T       | 26  | 15 | 7 | 5 | 3  | 27 | 18 | +9   |
| 3    | RSC Anderlecht         | 24  | 15 | 7 | 3 | 5  | 20 | 12 | +8   |
| 4    | Union Saint-Gilloise S | 22  | 15 | 5 | 7 | 3  | 20 | 14 | +6   |
| 5    | KAA La Gantoise        | 20  | 15 | 4 | 8 | 3  | 14 | 17 | -3   |
| 6    | Royal Antwerp FC       | 19  | 15 | 4 | 7 | 4  | 14 | 15 | -1   |
| 7    | Sporting Charleroi     | 15  | 15 | 4 | 3 | 8  | 18 | 24 | -6   |
| 8    | KV Malines             | 15  | 15 | 4 | 3 | 8  | 14 | 20 | -6   |
| 9    | KVC Westerlo           | 15  | 15 | 4 | 3 | 8  | 20 | 27 | -7   |
| 10   | FCV Dender EH P        | 15  | 15 | 4 | 3 | 8  | 19 | 33 | -14  |
| 11   | Standard de Liège      | 14  | 15 | 3 | 5 | 7  | 10 | 25 | -15  |
| 12   | Cercle Bruges KSV      | 11  | 15 | 2 | 5 | 8  | 12 | 26 | -14  |
| 13   | Saint-Trond VV         | 9   | 15 | 2 | 3 | 10 | 17 | 34 | -17  |
| 14   | KV Courtrai            | 9   | 15 | 2 | 3 | 10 | 14 | 35 | -21  |
| 15   | OH Louvain             | 9   | 15 | 1 | 6 | 8  | 9  | 23 | -14  |
| 16   | K Beerschot VA P       | 2   | 15 | 0 | 2 | 13 | 9  | 36 | -27  |

### Résultats
| Résultats (▼dom., ►ext.)                                   | CER | CLU | DEN | GNK | GNT | BEE | KVK | KVM | WES | OHL | ANT | AND | CHA | STA | STR | USG |
| Cercle Bruges KSV                                          |     | 1-3 | 0-0 | 2-3 | 2-1 | 4-1 | 1-2 | 1-0 | 1-1 | 1-0 | 0-0 | 0-5 | 2-0 | 1-1 | 1-1 | 0-0 |
| Club Bruges KV                                             | 3-0 |     | 4-1 | 2-0 | 2-4 | 4-2 | 1-1 | 1-1 | 4-3 | 1-0 | 1-0 | 2-1 | 4-2 | 1-2 | 7-0 | 1-1 |
| FCV Dender EH                                              | 0-1 | 1-2 |     | 0-1 | 0-0 | 0-0 | 4-1 | 2-5 | 1-0 | 1-1 | 1-3 | 1-1 | 1-0 | 0-2 | 2-1 | 0-0 |
| KRC Genk                                                   | 2-1 | 3-2 | 4-0 |     | 0-0 | 1-0 | 3-2 | 2-1 | 1-0 | 2-0 | 2-0 | 2-0 | 3-0 | 0-0 | 3-2 | 2-1 |
| KAA La Gantoise                                            | 1-1 | 1-1 | 1-2 | 0-2 |     | 3-2 | 1-2 | 2-0 | 4-1 | 3-0 | 1-1 | 1-0 | 1-1 | 5-0 | 2-0 | 1-3 |
| K Beerschot VA                                             | 3-2 | 2-2 | 1-2 | 3-4 | 0-0 |     | 2-2 | 1-0 | 1-2 | 0-0 | 1-1 | 2-1 | 1-1 | 0-0 | 0-3 | 0-4 |
| KV Courtrai                                                | 1-1 | 0-3 | 0-3 | 2-1 | 0-1 | 1-0 |     | 3-1 | 1-2 | 2-0 | 1-2 | 0-2 | 0-1 | 1-0 | 1-1 | 1-2 |
| KV Malines                                                 | 2-0 | 1-2 | 2-1 | 1-2 | 3-3 | 3-0 | 3-0 |     | 2-4 | 5-0 | 1-1 | 1-3 | 5-2 | 0-0 | 1-1 | 1-1 |
| KVC Westerlo                                               | 3-0 | 1-2 | 2-0 | 1-2 | 2-2 | 2-2 | 4-0 | 1-1 |     | 1-1 | 1-2 | 2-0 | 1-3 | 4-2 | 1-2 | 4-3 |
| OH Louvain                                                 | 1-1 | 0-1 | 3-2 | 3-1 | 0-0 | 2-0 | 1-1 | 1-0 | 0-0 |     | 1-1 | 0-0 | 1-0 | 2-0 | 3-2 | 1-1 |
| Royal Antwerp FC                                           | 3-0 | 2-1 | 1-1 | 2-2 | 0-1 | 5-0 | 2-1 | 0-1 | 3-2 | 2-2 |     | 1-2 | 1-3 | 3-0 | 6-1 | 2-0 |
| RSC Anderlecht                                             | 3-0 | 0-3 | 2-3 | 0-2 | 6-0 | 2-1 | 4-0 | 4-1 | 2-2 | 1-1 | 2-0 |     | 0-0 | 3-0 | 1-0 | 0-2 |
| Sporting Charleroi                                         | 1-1 | 1-1 | 5-0 | 1-1 | 1-0 | 3-0 | 1-0 | 0-1 | 1-0 | 0-2 | 0-1 | 0-1 |     | 1-1 | 2-1 | 1-2 |
| Standard de Liège                                          | 1-0 | 1-0 | 1-0 | 1-2 | 0-1 | 1-0 | 1-0 | 0-0 | 1-2 | 1-1 | 0-0 | 0-2 | 2-1 |     | 2-1 | 0-0 |
| Saint-Trond VV                                             | 1-1 | 2-2 | 3-3 | 2-2 | 1-1 | 2-0 | 4-2 | 2-1 | 2-0 | 2-1 | 1-1 | 0-2 | 1-4 | 1-2 |     | 0-0 |
| Union Saint-Gilloise                                       | 1-3 | 2-2 | 4-1 | 4-0 | 0-0 | 3-1 | 3-0 | 0-1 | 3-1 | 1-0 | 2-1 | 0-0 | 1-0 | 3-0 | 2-1 |     |
| - Victoire à domicile - Match nul - Victoire à l'extérieur |     |     |     |     |     |     |     |     |     |     |     |     |     |     |     |     |

Source: Calendrier Division 1A 2024-2025

## Play-offs du championnat
Critères de départage en cas d'égalité de points:
1. points ;
2. points sans (possible) demi-points ajoutés en raison de l'arrondissement ;
3. position finale de saison régulière.

### Champions Play-offs
Les 6 équipes les mieux classées de la phase classique sont qualifiées pour ces play-offs. Les points obtenus durant la saison régulière seront divisés par deux (et arrondis à l'unité supérieure) avant le début des play-offs.

#### Classement
| Rang | Équipe                 | Pts | J  | G | N | P | Bp | Bc | Diff |  | Résultats (▼ dom., ► ext.) | USG | CLU | GNK | AND | ANT | GNT |
| ---- | ---------------------- | --- | -- | - | - | - | -- | -- | ---- |  | -------------------------- | --- | --- | --- | --- | --- | --- |
| 1    | Union Saint-Gilloise S | 56* | 10 | 9 | 1 | 0 | 22 | 3  | +19  |  | Union Saint-Gilloise S     |     | 0-0 | 1-0 | 2-0 | 5-1 | 3-1 |
| 2    | Club Bruges KV T C     | 53* | 10 | 7 | 2 | 1 | 21 | 6  | +15  |  | Club Bruges KV T C         | 0-1 |     | 1-0 | 2-0 | 1-1 | 4-1 |
| 3    | KRC Genk               | 47  | 10 | 4 | 1 | 5 | 14 | 11 | +3   |  | KRC Genk                   | 1-2 | 0-2 |     | 2-1 | 0-1 | 4-0 |
| 4    | RSC Anderlecht         | 36* | 10 | 3 | 1 | 6 | 12 | 13 | -1   |  | RSC Anderlecht             | 0-1 | 1-3 | 1-2 |     | 0-0 | 5-0 |
| 5    | Royal Antwerp FC       | 32  | 10 | 2 | 3 | 5 | 10 | 18 | -8   |  | Royal Antwerp FC           | 0-4 | 2-3 | 1-1 | 1-3 |     | 0-1 |
| 6    | KAA La Gantoise        | 26* | 10 | 1 | 0 | 9 | 4  | 32 | -28  |  | KAA La Gantoise            | 0-3 | 0-5 | 1-4 | 0-1 | 0-3 |     |

Qualifications européennes
Ligue des champions 2025-2026
- 1er : Phase de ligue
- 2e : troisième tour de qualification pour non-champions

Ligue Europa 2025-2026
- 3e : barrages

- 4e : deuxième tour de qualification

Ligue Conférence 2025-2026
- 5e : barrage pour le deuxième tour de qualification pour non-champions

Abréviations
- T : Tenant du titre
- C : Vainqueur de la Croky Cup 2024-2025
- S : Vainqueur de la Supercoupe de Belgique de football 2024

### Europe Play-offs
Les 6 équipes classées de la 7e à la 12e place  de la phase classique sont qualifiées pour ces play-offs. Les points obtenus durant la saison régulière seront divisés par deux (et arrondis à l'unité supérieure) avant le début des play-offs.

#### Classement
| Rang | Équipe             | Pts | J  | G | N | P | Bp | Bc | Diff |  | Résultats (▼ dom., ► ext.) | CHA | WES | KVM | DEN | STA | OHL |
| ---- | ------------------ | --- | -- | - | - | - | -- | -- | ---- |  | -------------------------- | --- | --- | --- | --- | --- | --- |
| 1    | Sporting Charleroi | 40* | 10 | 6 | 3 | 1 | 19 | 10 | +9   |  | Sporting Charleroi         |     | 4-3 | 3-0 | 4-1 | 1-0 | 2-1 |
| 2    | KVC Westerlo       | 33* | 10 | 3 | 5 | 2 | 19 | 16 | +3   |  | KVC Westerlo               | 2-2 |     | 2-2 | 4-2 | 0-0 | 2-2 |
| 3    | KV Malines         | 31  | 10 | 2 | 6 | 2 | 17 | 17 | 0    |  | KV Malines                 | 1-1 | 2-3 |     | 5-2 | 0-0 | 1-1 |
| 4    | FCV Dender EH P    | 29  | 10 | 3 | 4 | 3 | 20 | 21 | -1   |  | FCV Dender EH P            | 2-1 | 1-0 | 2-2 |     | 1-1 | 5-0 |
| 5    | Standard de Liège  | 27* | 10 | 0 | 7 | 3 | 5  | 8  | -3   |  | Standard de Liège          | 0-1 | 1-1 | 2-2 | 0-0 |     | 0-1 |
| 6    | OH Louvain         | 27* | 10 | 1 | 5 | 4 | 11 | 19 | -8   |  | OH Louvain                 | 0-0 | 0-2 | 1-2 | 4-4 | 1-1 |     |

Qualifications européennes
Ligue Conférence 2025-2026
- 1er : barrage pour le deuxième tour de qualification pour non-champions

Abréviations
- P : Promus de Division 1B

### Barrage pour la Ligue Conférence
| 29 mai 2025 | Royal Antwerp FC | 1 - 2   | Sporting Charleroi                   | Bosuilstadion, Anvers                                                           |                                                                                 |
| 18h30       | Bayo 86e         | (0 - 0) | 61e Keita (Guiagon ) · 90+5e Guiagon | Spectateurs : 14 000 Arbitrage : Erik Lambrechts Arbitre vidéo : Quentin Pirard | Spectateurs : 14 000 Arbitrage : Erik Lambrechts Arbitre vidéo : Quentin Pirard |
| 18h30       | Deman 76e        | Rapport | 65e Zorgane · 90+10e Heymans         | Spectateurs : 14 000 Arbitrage : Erik Lambrechts Arbitre vidéo : Quentin Pirard | Spectateurs : 14 000 Arbitrage : Erik Lambrechts Arbitre vidéo : Quentin Pirard |

### Relegation Play-offs
Les 4 équipes les moins bien classées à l'issue de la phase classique participent à ces play-offs.  Au contraire des Champions Play-offs et des Europe Play-offs, il n'y a pas de division des points et les équipes entament les play-offs avec le total de points obtenus durant la phase régulière.
Les équipes terminant à la 3e et 4e place descendent en Challenger Pro League. L’équipe terminant 2e participera à un barrage (matches aller et retour) face au vainqueur des Play-offs pour la montée de Challenger Pro League 2024-2025 disputés par les équipes classées entre la 3e et la 6e place de la phase régulière.

#### Classement
| Rang | Équipe            | Pts | J | G | N | P | Bp | Bc | Diff |  | Résultats (▼ dom., ► ext.) | STR | CER | KVK | BEE |
| ---- | ----------------- | --- | - | - | - | - | -- | -- | ---- |  | -------------------------- | --- | --- | --- | --- |
| 1    | Saint-Trond VV    | 41  | 6 | 3 | 1 | 2 | 9  | 10 | -1   |  | Saint-Trond VV             |     | 3-1 | 0-3 | 2-1 |
| 2    | Cercle Bruges KSV | 39  | 6 | 2 | 1 | 3 | 10 | 13 | -3   |  | Cercle Bruges KSV          | 3-1 |     | 0-2 | 2-1 |
| 3    | KV Courtrai       | 37  | 6 | 3 | 2 | 1 | 12 | 8  | +4   |  | KV Courtrai                | 2-2 | 2-2 |     | 3-2 |
| 4    | K Beerschot VA P  | 24  | 6 | 2 | 0 | 4 | 10 | 10 | 0    |  | K Beerschot VA P           | 0-1 | 4-2 | 2-0 |     |

Relégation
Challenger Pro League 2025-2026
- 2e : barrage de relégation
- 3e et 4e : relégation

Abréviations
- P : Promus de Division 1B

### Barrages de promotion/relégation
| Match aller       | Patro Eisden                              | 1 - 5   | Cercle Bruges KSV                                                                                 | Stade du Patro Eisden, Maasmechelen                                            |                                                                                |
| 18 mai 2025 19h15 | Mabanza 90+3e                             | (0 - 2) | 8e Agyekum (Augusto ) · 25e Brunner (Magnée ) · 51e Brunner (Augusto ) · 58e Augusto · 84e Somers | Spectateurs : 5 000 Arbitrage : Nicolas Laforge Arbitre vidéo : Quentin Pirard | Spectateurs : 5 000 Arbitrage : Nicolas Laforge Arbitre vidéo : Quentin Pirard |
| 18 mai 2025 19h15 | Pietermaat 57e · Bammens 78e · Renson 78e | Rapport |                                                                                                   | Spectateurs : 5 000 Arbitrage : Nicolas Laforge Arbitre vidéo : Quentin Pirard | Spectateurs : 5 000 Arbitrage : Nicolas Laforge Arbitre vidéo : Quentin Pirard |

| Match retour      | Cercle Bruges KSV                                      | 3 - 1   | Patro Eisden                        | Stade Jan Breydel, Bruges                                                |                                                                          |
| 23 mai 2025 20h45 | ( Augusto) Nazinho 5e · Augusto 24e (pen.) · Erick 78e | (2 - 0) | 67e Van Landschoot (Abid )          | Spectateurs : 8 132 Arbitrage : Wim Smet Arbitre vidéo : Nicolas Laforge | Spectateurs : 8 132 Arbitrage : Wim Smet Arbitre vidéo : Nicolas Laforge |
| 23 mai 2025 20h45 | Utkus 84e                                              | Rapport | 29e Mabanza · 52e Kis · 65e Wilmots | Spectateurs : 8 132 Arbitrage : Wim Smet Arbitre vidéo : Nicolas Laforge | Spectateurs : 8 132 Arbitrage : Wim Smet Arbitre vidéo : Nicolas Laforge |

Cercle Bruges KSV gagne 8 - 2 sur l'ensemble des deux matchs. Les deux équipes restent dans leur division respective pour la prochaine saison.

## Statistiques

### Évolution du classement

#### Phase classique
| Journée →            | 1  | 2  | 3  | 4  | 5    | 6    | 7    | 8    | 9  | 10 | 11 | 12 | 13 | 14 | 15 | 16 | 17 | 18 | 19 | 20 | 21 | 22 | 23 | 24 | 25 | 26 | 27 | 28 | 29 | 30 | CPO | EPO | RPO |
| Équipe               |    |    |    |    |      |      |      |      |    |    |    |    |    |    |    |    |    |    |    |    |    |    |    |    |    |    |    |    |    |    |     |     |     |
| -------------------- | -- | -- | -- | -- | ---- | ---- | ---- | ---- | -- | -- | -- | -- | -- | -- | -- | -- | -- | -- | -- | -- | -- | -- | -- | -- | -- | -- | -- | -- | -- | -- | --- | --- | --- |
| Cercle Bruges KSV    | 16 | 16 | 10 | 12 | 14-1 | 14-1 | 15-1 | 15-1 | 14 | 15 | 15 | 15 | 11 | 14 | 15 | 15 | 15 | 15 | 13 | 13 | 12 | 11 | 10 | 9  | 11 | 13 | 12 | 12 | 13 | 13 |     | 10  | 20  |
| Club Bruges KV       | 6  | 11 | 14 | 13 | 8    | 3    | 1    | 4    | 4  | 5  | 4  | 3  | 2  | 3  | 2  | 2  | 2  | 2  | 2  | 2  | 2  | 2  | 2  | 2  | 2  | 2  | 2  | 2  | 2  | 2  | 26  | 2   | 2   |
| FCV Dender EH        | 7  | 5  | 2  | 3  | 4    | 1    | 6    | 11   | 10 | 7  | 7  | 7  | 9  | 12 | 10 | 11 | 11 | 8  | 9  | 9  | 7  | 9  | 9  | 11 | 9  | 11 | 11 | 11 | 12 | 12 | 6   | 24  |     |
| KRC Genk             | 7  | 13 | 9  | 5  | 7-1  | 5-1  | 2-1  | 1    | 1  | 1  | 1  | 1  | 1  | 1  | 1  | 1  | 1  | 1  | 1  | 1  | 1  | 1  | 1  | 1  | 1  | 1  | 1  | 1  | 1  | 1  | 26  | 3   | 1   |
| KAA La Gantoise      | 2  | 9  | 11 | 7  | 11-1 | 12-1 | 9-1  | 2-1  | 3  | 3  | 3  | 5  | 6  | 5  | 6  | 6  | 5  | 5  | 5  | 6  | 6  | 6  | 7  | 6  | 6  | 6  | 6  | 6  | 6  | 6  | 23  | 7   |     |
| K Beerschot VA       | 7  | 13 | 15 | 15 | 16   | 16   | 16   | 16   | 16 | 16 | 16 | 16 | 16 | 16 | 16 | 16 | 16 | 16 | 16 | 16 | 16 | 16 | 16 | 16 | 16 | 16 | 16 | 16 | 16 | 16 |     | 1   | 29  |
| KV Courtrai          | 13 | 8  | 12 | 9  | 12   | 13   | 13   | 14   | 15 | 12 | 13 | 13 | 14 | 15 | 15 | 14 | 14 | 14 | 14 | 15 | 15 | 15 | 15 | 15 | 15 | 15 | 15 | 15 | 15 | 15 |     | 5   | 25  |
| KV Malines           | 5  | 12 | 13 | 14 | 13   | 9    | 12   | 9    | 11 | 8  | 5  | 4  | 4  | 6  | 5  | 5  | 6  | 7  | 7  | 8  | 10 | 10 | 11 | 12 | 13 | 10 | 10 | 10 | 9  | 8  | 8   | 18  | 4   |
| KVC Westerlo         | 1  | 1  | 1  | 2  | 2    | 4    | 5    | 8    | 6  | 6  | 8  | 8  | 7  | 8  | 7  | 8  | 9  | 10 | 11 | 12 | 13 | 13 | 13 | 13 | 10 | 12 | 13 | 13 | 10 | 9  | 9   | 15  | 6   |
| OH Louvain           | 7  | 3  | 6  | 10 | 9    | 6    | 10   | 10   | 12 | 14 | 12 | 11 | 12 | 13 | 13 | 13 | 12 | 11 | 12 | 11 | 11 | 12 | 12 | 10 | 12 | 9  | 9  | 9  | 11 | 11 | 3   | 23  | 4   |
| Royal Antwerp FC     | 2  | 9  | 4  | 6  | 10   | 11   | 8    | 3    | 2  | 2  | 2  | 2  | 3  | 2  | 3  | 3  | 4  | 4  | 4  | 4  | 4  | 5  | 5  | 4  | 5  | 5  | 5  | 5  | 5  | 5  | 26  | 4   |     |
| RSC Anderlecht       | 4  | 2  | 3  | 1  | 1-1  | 2-1  | 4-1  | 6    | 7  | 4  | 6  | 6  | 5  | 4  | 4  | 4  | 3  | 3  | 3  | 3  | 5  | 4  | 4  | 5  | 4  | 4  | 4  | 4  | 4  | 4  | 29  | 1   |     |
| Sporting Charleroi   | 13 | 7  | 5  | 8  | 3    | 7    | 3    | 5    | 5  | 9  | 11 | 12 | 13 | 10 | 11 | 10 | 10 | 12 | 8  | 7  | 9  | 8  | 8  | 8  | 8  | 8  | 8  | 8  | 8  | 10 | 5   | 23  | 2   |
| Standard de Liège    | 7  | 6  | 7  | 11 | 6    | 10   | 7    | 7    | 9  | 11 | 9  | 9  | 8  | 9  | 8  | 9  | 8  | 9  | 10 | 10 | 8  | 7  | 6  | 7  | 7  | 7  | 7  | 7  | 7  | 7  | 3   | 27  |     |
| Saint-Trond VV       | 13 | 15 | 16 | 16 | 15   | 15   | 14   | 13   | 13 | 13 | 14 | 14 | 15 | 11 | 12 | 12 | 13 | 13 | 15 | 14 | 14 | 14 | 14 | 14 | 14 | 14 | 14 | 14 | 14 | 14 |     | 3   | 27  |
| Union Saint-Gilloise | 7  | 3  | 8  | 4  | 5    | 8    | 11   | 12   | 8  | 10 | 10 | 10 | 10 | 7  | 9  | 7  | 7  | 6  | 6  | 5  | 3  | 3  | 3  | 3  | 3  | 3  | 3  | 3  | 3  | 3  | 16  | 14  |     |

À l'issue d'une journée, plusieurs équipes étaient classées ex æquo selon tous les points du règlement :
1. ↑  À l'issue de la 1re journée, les équipes de La Gantoise et Antwerp sont toutes les deux ex æquo et classées à la 2e place, les équipes de Dender, Genk, Beerschot, OH Louvain, Standard et Union SG sont toutes les six ex æquo et classées à la 7e place, les équipes de Courtrai, Charleroi et Saint-Trond sont toutes les trois ex æquo et classées à la 13e place.
2. ↑  À l'issue de la 2e journée, les équipes d'OH Louvain et Union SG sont toutes les deux ex æquo et classées à la 3e place, les équipes de La Gantoise et Antwerp sont toutes les deux ex æquo et classées à la 9e place, les équipes de Genk et Beerschot sont toutes les deux ex æquo et classées à la 13e place.

En exposant rouge, le nombre de matches de retard pour les équipes concernées :
1. ↑  En raison des implications dans les Coupes d'Europe, les rencontres Anderlecht - Genk et Cercle Bruges - La Gantoise, comptant pour la 5e journée sont reportées aux 17 et 26 septembre 2024.

#### Play-offs
| Journée →            | 1  | 2  | 3  | 4  | 5  | 6  | 7  | 8  | 9  | 10 | 1er | LdC b | LE | LE b | LEC | bar. | rel. |
| Équipe               |    |    |    |    |    |    |    |    |    |    |     |       |    |      |     |      |      |
| -------------------- | -- | -- | -- | -- | -- | -- | -- | -- | -- | -- | --- | ----- | -- | ---- | --- | ---- | ---- |
| Cercle Bruges KSV    | 14 | 13 | 14 | NC | NC | 13 | 14 | 14 | NC | NC |     |       |    |      |     | 4    |      |
| Club Bruges KV       | 2  | 2  | 2  | 1  | 2  | 2  | 2  | 2  | 2  | 2  | 1   | 9     |    |      |     |      |      |
| FCV Dender EH        | 11 | 12 | 12 | 12 | 11 | 11 | 11 | 10 | 10 | 10 |     |       |    |      |     |      |      |
| KRC Genk             | 1  | 1  | 1  | 2  | 3  | 3  | 3  | 3  | 3  | 3  | 3   | 1     | 3  | 3    |     |      |      |
| KAA La Gantoise      | 6  | 6  | 5  | 5  | 5  | 6  | 6  | 6  | 6  | 6  |     |       |    |      |     |      |      |
| K Beerschot VA       | 16 | 16 | 16 | NC | NC | 16 | 16 | 16 | NC | NC |     |       |    |      |     |      | 6    |
| KV Courtrai          | 15 | 15 | 15 | NC | NC | 15 | 15 | 15 | NC | NC |     |       |    |      |     |      | 6    |
| KV Malines           | 8  | 7  | 7  | 8  | 10 | 10 | 9  | 8  | 9  | 9  |     |       |    |      | 2   |      |      |
| KVC Westerlo         | 12 | 11 | 11 | 11 | 9  | 9  | 8  | 9  | 8  | 8  |     |       |    |      |     |      |      |
| OH Louvain           | 10 | 10 | 10 | 10 | 8  | 8  | 10 | 11 | 11 | 12 |     |       |    |      |     |      |      |
| Royal Antwerp FC     | 5  | 5  | 6  | 6  | 6  | 5  | 5  | 5  | 5  | 5  |     |       |    |      | 3   |      |      |
| RSC Anderlecht       | 4  | 4  | 4  | 4  | 4  | 4  | 4  | 4  | 4  | 4  |     |       |    | 3    | 7   |      |      |
| Sporting Charleroi   | 9  | 8  | 8  | 7  | 7  | 7  | 7  | 7  | 7  | 7  |     |       |    |      | 7   |      |      |
| Standard de Liège    | 7  | 9  | 9  | 9  | 12 | 12 | 12 | 12 | 12 | 11 |     |       |    |      | 1   |      |      |
| Saint-Trond VV       | 13 | 14 | 13 | NC | NC | 14 | 13 | 13 | NC | NC |     |       |    |      |     | 2    |      |
| Union Saint-Gilloise | 3  | 3  | 3  | 3  | 1  | 1  | 1  | 1  | 1  | 1  | 6   |       |    | 4    |     |      |      |

### Meilleurs buteurs
Mise à jour : 12 mai 2025
|    | Buteur             | Club                 | Buts | Matchs |
| -- | ------------------ | -------------------- | ---- | ------ |
| 1  | Adriano Bertaccini | Saint-Trond VV       | 21   | 33     |
| 2  | Tolu Arokodare     | KRC Genk             | 20   | 38     |
| 3  | Kasper Dolberg     | RSC Anderlecht       | 18   | 29     |
| 4  | Nikola Štulić      | Sporting Charleroi   | 16   | 26     |
| 5  | Promise David      | Union Saint-Gilloise | 16   | 32     |
| 6  | Franjo Ivanović    | Union Saint-Gilloise | 14   | 32     |
| 7  | Chrístos Tzólis    | Club Bruges          | 14   | 36     |
| 8  | Tjaronn Chery      | Royal Antwerp FC     | 14   | 37     |
| 8  | Daan Heymans       | Sporting Charleroi   | 14   | 37     |
| 10 | Benito Raman       | KV Malines           | 13   | 31     |

| Source : Classement des buteurs sur le site de la RTBF |

### Meilleurs gardiens de but
Mise à jour : 20 mai 2025
|    | Gardiens de but        | Club                        | Clean sheets | Matchs |
| -- | ---------------------- | --------------------------- | ------------ | ------ |
| 1  | Anthony Moris          | Royale Union saint-gilloise | 20           | 39     |
| 2  | Colin Coosemans        | RSC Anderlecht              | 17           | 37     |
| 3  | Davy Roef              | KAA La Gantoise             | 11           | 26     |
| 4  | Simon Mignolet         | Club Bruges                 | 11           | 35     |
| 5  | Tobe Leysen            | Oud-Heverlee Louvain        | 11           | 38     |
| 6  | Matthieu Epolo         | Standard de Liège           | 10           | 26     |
| 7  | Ortwin De Wolf         | KV Malines                  | 10           | 38     |
| 8  | Senne Lammens          | Royal Antwerp FC            | 10           | 39     |
| 9  | Hendrik Van Crombrugge | KRC Genk                    | 8            | 19     |
| 10 | Michael Verrips        | FCV Dender                  | 8            | 34     |

| Source : Classement des gardiens de but sur le site de transfermarkt.com |

### Meilleurs passeurs
Mise à jour : 19 janvier 2025
|   | Passeurs           | Club             | Passes décisives | Matchs |
| - | ------------------ | ---------------- | ---------------- | ------ |
| 1 | Hans Vanaken       | Club Bruges      | 9                | 22     |
| 2 | Vincent Janssen    | Royal Antwerp FC | 7                | 21     |
| 3 | Anders Dreyer      | RSC Anderlecht   | 6                | 18     |
| 4 | Ezechiel Banzuzi   | OH Louvain       | 6                | 21     |
| 5 | Gustaf Nilsson     | Club Bruges      | 5                | 14     |
| 6 | Daam Foulon        | KV Malines       | 5                | 15     |
| 6 | Louis Patris       | K Saint-Trond VV | 5                | 15     |
| 8 | Mario Stroeykens   | RSC Anderlecht   | 5                | 17     |
| 9 | Andreas Skov Olsen | Club Bruges      | 5                | 19     |
| 9 | Patrick Pflücke    | KV Malines       | 5                | 19     |
| 9 | Abdelkahar Kadri   | KV Courtrai      | 5                | 19     |

| Source : Classement des passeurs sur le site de sudinfo.be |

### Bilan géographique
| Région flamande (12)             | Région flamande (12) | Région wallonne (4)               | Région wallonne (4) |
| -------------------------------- | -------------------- | --------------------------------- | ------------------- |
| Province d'Anvers                | 4                    | Province de Hainaut               | 1                   |
| Province de Flandre-Occidentale  | 3                    | Province de Liège                 | 1                   |
| Province de Flandre-Orientale    | 2                    | Province de Luxembourg            | 0                   |
| Province de Limbourg             | 2                    | Province de Namur                 | 0                   |
| Province du Brabant flamand      | 1                    | Province du Brabant wallon        | 0                   |
| Région de Bruxelles-Capitale VFV | 0                    | Région de Bruxelles-Capitale ACFF | 2                   |

## Parcours en coupes d'Europe
Le parcours des clubs belges sur la scène continentale est important puisqu'il détermine le coefficient UEFA, et donc le nombre de formations belges présentes en coupes d'Europe les années suivantes.

### Résultats des clubs
| Club Bruges KV       | Ligue des champions | Huitièmes de finale             | Aston Villa FC        |
| Union Saint-Gilloise | Ligue des champions | Troisième tour de qualification | Slavia Prague         |
| Union Saint-Gilloise | Ligue Europa        | Seizièmes de finale             | Ajax Amsterdam        |
| RSC Anderlecht       | Ligue Europa        | Seizièmes de finale             | Fenerbahçe SK         |
| Cercle Bruges KSV    | Ligue Europa        | Troisième tour de qualification | Molde FK              |
| Cercle Bruges KSV    | Ligue Conférence    | Huitièmes de finale             | Jagiellonia Białystok |
| KAA La Gantoise      | Ligue Conférence    | Seizièmes de finale             | Bétis Séville         |

### Coefficient UEFA du championnat belge
Le classement UEFA de la fin de saison 2024-2025 permet d'établir la répartition et le nombre d'équipes pour les coupes d'Europe de la saison 2026-2027.
| Rang 2025 | Rang 2024 | Évolution | Ligue      | 2020-2021 | 2021-2022 | 2022-2023 | 2023-2024 | 2024-2025 | Coefficient | Places en Ligue des champions | Places en Ligue des champions | Places en Ligue des champions | Places en Ligue des champions | Places en Ligue Europa | Places en Ligue Europa | Places en Ligue Europa | Places en Ligue Europa | Places en Ligue Europa | Places en Ligue Conférence | Places en Ligue Conférence | Places en Ligue Conférence | Places en Ligue Conférence | Places en Ligue Conférence |
| Rang 2025 | Rang 2024 | Évolution | Ligue      | 2020-2021 | 2021-2022 | 2022-2023 | 2023-2024 | 2024-2025 | Coefficient | PG                            | TB                            | T3                            | T2                            | PG                     | TB                     | T3                     | T2                     | T1                     | PG                         | TB                         | T3                         | T2                         | T1                         |
| --------- | --------- | --------- | ---------- | --------- | --------- | --------- | --------- | --------- | ----------- | ----------------------------- | ----------------------------- | ----------------------------- | ----------------------------- | ---------------------- | ---------------------- | ---------------------- | ---------------------- | ---------------------- | -------------------------- | -------------------------- | -------------------------- | -------------------------- | -------------------------- |
| 1         | 1         | =         | Angleterre | 24.357    | 21.000    | 23.000    | 17.375    | 29.464    | 115.196     | 4                             | -                             | -                             | -                             | 2                      | -                      | -                      | -                      | -                      | -                          | 1                          | -                          | -                          | -                          |
| 2         | 2         | =         | Italie     | 16.285    | 15.714    | 22.357    | 21.000    | 21.875    | 97.231      | 4                             | -                             | -                             | -                             | 2                      | -                      | -                      | -                      | -                      | -                          | 1                          | -                          | -                          | -                          |
| 3         | 3         | =         | Espagne    | 19.500    | 18.428    | 16.571    | 16.062    | 23.892    | 94.453      | 4                             | -                             | -                             | -                             | 2                      | -                      | -                      | -                      | -                      | -                          | 1                          | -                          | -                          | -                          |
| 4         | 4         | =         | Allemagne  | 15.214    | 16.214    | 17.125    | 19.357    | 18.421    | 86.331      | 4                             | -                             | -                             | -                             | 2                      | -                      | -                      | -                      | -                      | -                          | 1                          | -                          | -                          | -                          |
| 5         | 5         | =         | France     | 7.916     | 18.416    | 12.583    | 16.250    | 17.928    | 73.093      | 3                             | -                             | 1                             | -                             | 2                      | -                      | -                      | -                      | -                      | -                          | 1                          | -                          | -                          | -                          |
| 6         | 6         | =         | Pays-Bas   | 9.200     | 19.200    | 13.500    | 10.000    | 15.250    | 67.150      | 2                             | -                             | 1                             | -                             | 1                      | -                      | -                      | 1                      | -                      | -                          | -                          | -                          | 1                          | -                          |
| 7         | 7         | =         | Portugal   | 9.600     | 12.916    | 12.500    | 11.000    | 16.250    | 62.266      | 1                             | -                             | 1                             | -                             | 1                      | -                      | -                      | 1                      | -                      | -                          | -                          | -                          | 1                          | -                          |
| 8         | 8         | =         | Belgique   | 6.000     | 6.600     | 14.200    | 14.400    | 15.650    | 56.850      | 1                             | -                             | 1                             | -                             | -                      | 1                      | -                      | 1                      | -                      | -                          | -                          | -                          | 1                          | -                          |
| 9         | 10        | +1        | Tchéquie   | 6.600     | 6.700     | 6.750     | 13.500    | 10.550    | 44.100      | 1                             | -                             | 1                             | -                             | -                      | 1                      | -                      | 1                      | -                      | -                          | -                          | -                          | 1                          | -                          |
| 10        | 9         | -1        | Turquie    | 3.100     | 6.700     | 11.800    | 12.000    | 10.300    | 43.900      | 1                             | -                             | -                             | 1                             | -                      | 1                      | -                      | 1                      | -                      | -                          | -                          | -                          | 1                          | -                          |

### Coefficient UEFA des clubs engagés en Coupe d'Europe
- Ligue des champions 2024-2025
- Ligue Europa 2024-2025
- Ligue Conférence 2024-2025

| Rang 2025 | Rang 2024 | Évolution | Club                        | 2020-2021 | 2021-2022 | 2022-2023 | 2023-2024 | 2024-2025 | Coefficient UEFA |
| --------- | --------- | --------- | --------------------------- | --------- | --------- | --------- | --------- | --------- | ---------------- |
| 24        | 25        | +1        | Club Bruges                 | 11.000    | 7.000     | 17.000    | 21.000    | 15.750    | 71.750           |
| 53        | 46        | -7        | KAA La Gantoise             | 3.000     | 11.000    | 11.000    | 10.000    | 7.000     | 42.000           |
| 61        | 67        | +6        | Royale Union Saint-Gilloise | 0.000     | 0.000     | 19.000    | 8.000     | 9.000     | 36.000           |
| 72        | 105       | +33       | RSC Anderlecht              | 0.000     | 2.500     | 12.000    | 0.000     | 13.750    | 28.250           |
| 127       | -         | -         | Cercle Bruges KSV           | 0.000     | 0.000     | 0.000     | 0.000     | 12.750    | 12.750           |

## Bilan de la saison
| Championnat de Belgique de football 2024-2025 |                      |
| Champion                                      | Union Saint-Gilloise |
| Coupes et trophées                            |                      |
| Vainqueur de la Croky Cup 2024-2025           | Club Bruges KV       |
| Qualifications continentales                  |                      |
| Ligue des champions 2025-2026                 | Union Saint-Gilloise |
| Ligue des champions 2025-2026                 | Club Bruges KV       |
| Ligue Europa 2025-2026                        | KRC Genk             |
| Ligue Europa 2025-2026                        | RSC Anderlecht       |
| Ligue Conférence 2025-2026                    | Sporting Charleroi   |
| Promotions et relégations                     |                      |
| Promus en Jupiler Pro League                  | SV Zulte Waregem     |
| Promus en Jupiler Pro League                  | RAAL La Louvière     |
| Relégués en Challenger Pro League             | KV Courtrai          |
| Relégués en Challenger Pro League             | K Beerschot VA       |